# Дассо, Серж
Серж Дассо (фр. Serge Dassault, первоначально Серж Блох; 4 апреля 1925 — 28 мая 2018) — влиятельный французский бизнесмен и консервативный политик, миллиардер.

## Биография
Сын авиаконструктора и предпринимателя Марселя Дассо, от которого унаследовал группу Dassault Group. Семья Дассо имеет еврейское происхождение и носила фамилию Блох до 1950 года, когда родители приняли католицизм и сменили фамилию на Дассо.
Член партии Союз за президентское большинство Франции, как и его сын Оливье, который являлся депутатом Национальной ассамблеи. Мэр города Корбей-Эсон, южного пригорода Парижа. В 2004 Серж Дассо помог в финансировании строительства исламского культурного центра (состоящего в основном из мечети) в городе Корбей-Эсон, вложив свои средства.
Семье Сержа Дассо принадлежат контрольные пакеты акций в таких концернах, как:
- Dassault Aviation (50,21 %)
- Dassault Systèmes (45,1 %)
- Lagardere Active (20,0 %)
- Dassault Developpement
- Dassault Communication — коммуникации
- Sogitec — технологии
- Dassault Falcon Jet — производство бизнес-джетов Фалкон
- Dassault Falcon Service — техобслуживание самолётов
- Dassault Multimedia — дизайн
- Dassault Investissements — финансы
- SABCA — бельгийский аэрокосмос
- Socpresse (87 %) — издательская группа (газета Le Figaro))